# Juris Rēdlihs-Raiskums
Juris Rēdlihs-Raiskums (ur. 9 marca?/21 marca 1890 w parafii Skrunda, w guberni kurlandzkiej, Imperium Rosyjskie, zm. 25 maja 1971 w Rydze, Łotewska SRR) – łotewski piłkarz, trener i sędzia piłkarski.

## Kariera piłkarska

### Kariera klubowa
W 1921 roku występował w Union Ryga.

## Kariera trenerska
Karierę szkoleniowca rozpoczął w 1923 roku. Juris Rēdlihs był głównym inicjatorem i jednym z założycieli RFK Ryga, którym kierował do 1936. W 1924 oraz od 1930 do 1931 prowadził reprezentację Łotwy. W latach 1925–1927 również pracował jako redaktor gazety „Sports”. W końcu lat 30. i 40. XX wieku zajmował stanowisko Prezesa Łotewskiego Związku Piłki Nożnej.
3 maja 1940 Juris Rēdlihs zmienił nazwisko na Raiskums.
W 1947 stał na czele Daugavy Dobele. Od 1948 do 1951 pracował w Spartaku Ryga. W latach 1955–1956 trenował drużynę REZ Ryga.
25 maja 1971 zmarł w wieku 81 lat.

## Sukcesy i odznaczenia

### Sukcesy trenerskie
Łotwa
- wicemistrz Baltic Cup: 1930, 1931